# Vuit (banda)
Vuit es un grupo de música pop rock español, nacido el 2009 entre Cunit y Barcelona (Cataluña). Integrado por Carlos Martínez Arias, de Cunit, Òscar Villoria Fernández, de Sant Joan Despí, y, hasta finales de 2013, Llorenç Anguera Samitier, de l'Hospitalet de Llobregat. 

## Trayectoria
El grupo nace en 2009 de la mano de Carlos (voz y guitarra). Pero no será hasta más adelante cuando se incorporen Òscar (batería) y Llorenç (bajo y coros). Finalmente el grupo acaba por constituirse con 3 miembros: Carlos, Òscar, y Llorenç, acompañados en sus directos por Núria Malapeira (teclados y coros: 2010-2013), Albert Gilabert (guitarra: 2009-2012) y Pol Suñer (guitarra: 2011-2013). Los tres, entre Cunit y Barcelona, consiguen grabar a principios de 2009 su primera maqueta del que posteriormente será su primer álbum de estudio Un día qualsevol (en español, un día cualquiera).
El nombre del grupo (Vuit) ha solido suscitar en distintas ocasiones la curiosidad de los diferentes medios de comunicación, pregunta a la cual el grupo siempre responde “quedábamos prácticamente todos los días a las 8 para ensayar, de hecho lo hacíamos todo a las 8 y decidimos llamarnos así”, Òscar en "Els Matins de TV3". y Carlos dijo nos vamos a llamar VUIT, nos miramos y supimos que era el nombre, nos sentíamos identificados y nos gustaba la fuerza que tenía el nombre”.
En 2011, Vuit saca su segundo álbum 15 dies i una nit (en español, 15 días y una noche) con el que se consolidan, y que contó con colaboraciones de los artistas Mikel Iglesias y Nil Cardoner; y con Manu Guix como productor musical. Mikel Iglesias y Nil Cardoner, por su parte, son actores de la serie de TV3 “Polseres Vermelles”, para la cual Vuit compuso parte de la banda sonora. Tras el estreno de la versión española de la serie, Pulseras Rojas, el grupo decidió saltar al resto de España y dar así a conocer su música, sonando en diversas emisoras nacionales. 

## Discografía
“Un día qualsevol"
- 1. Cada cop
- 2. Tornarem
- 3. Júlia
- 4. Princesa
- 5. Crida
- 6. El teu moment
- 7. Sempre al teu costat
- 8. Ara
- 9. L'univers
- 10. Tu tens

“15 dies i una nit”
- 1. Dorm
- 2. Fuig
- 3. Què vols de mi?
- 4. Com un nen petit
- 5. Un día més
- 6. Qui són
- 7. Per un instant
- 8. Les nits
- 9. Parla'm del vent
- 10. Per tu
- 11. Tan ràpid
- 12. Sempre igual
- 13. Dorm (con Mikel Iglesias y Nil Cardoner, actores de "Polseres Vermelles" de TV3)
- 14. Com un nen petit (con Manu Guix, exprofesor de la academia de Operación Triunfo)

"Recorda que..."
- 1. La nostra funció
- 2. Un camí per tornar
- 3. Afaga'm la mà
- 4. Aigua
- 5. Barbie de ciutat
- 6. Increïbles
- 7. Respira
- 8. He après
- 9. Una resposta
- 10. Ja fa anys
- 11. Somiaré
- 12. Sóc com sóc

"Un mundo por delante"
- 1. Baila
- 2. Y me dejó
- 3. No me importa
- 4. Aire
- 5. Pieza a pieza
- 6. Nuestra revolución
- 7. Hazme creer
- 8. Un mundo por delante
- 9. Volveremos a cantar
- 10. Rocío
- 11. Un angel

"Històries xules"
- 1. No s'atura el món
- 2. Una tarda de primavera
- 3. Parla d'ell
- 4. Deixa'm que t'ensenyi
- 5. El primer dia
- 6. Imparables
- 7. Miro al cel
- 8. Que cantis amb mi

### Singles
“Un día qualsevol”
- Cada cop
- Júlia
- Princesa
- Crida
- Tu tens (banda sonora de Polseres Vermelles)
- Tornarem (banda sonora de Polseres Vermelles)

“15 dies i una nit”
- Què vols de mi?
- Dorm
- Com un nen petit
- Ven (edición en español de "Dorm", BSO de la serie Pulseras Rojas)

"Recorda que..."
- Un camí per tornar
- Barbie de Ciutat
- Increïbles

“Un mundo por delante”
- Nuestra revolución

“Històries xules”
- No s'atura el món